# جوناثان إدواردز (لاعب كرة سلة)
جوناثان إدواردز (بالإنجليزية: Jonathan Edwards)‏ (و. 1967  م) هو لاعب كرة سلة من الولايات المتحدة، وسويسرا، ولد في نيو أورلينز، مركز لعبه هو وسط.

## روابط خارجية
- جوناثان إدواردز على موقع الاتحاد الدولي لكرة السلة (الإنجليزية)
- جوناثان إدواردز على موقع كرة السلة الأوروبية.كوم (الإنجليزية)
- جوناثان إدواردز على موقع كلية كرة السلة في سبورتس رفرنس.كوم (الإنجليزية)
- جوناثان إدواردز على موقع ريلجم (الإنجليزية)
- جوناثان إدواردز على موقع بروبوليرز (الإنجليزية)
- جوناثان إدواردز على موقع سبورتس رفرنس (الإنجليزية)